# Siegfried Moroder

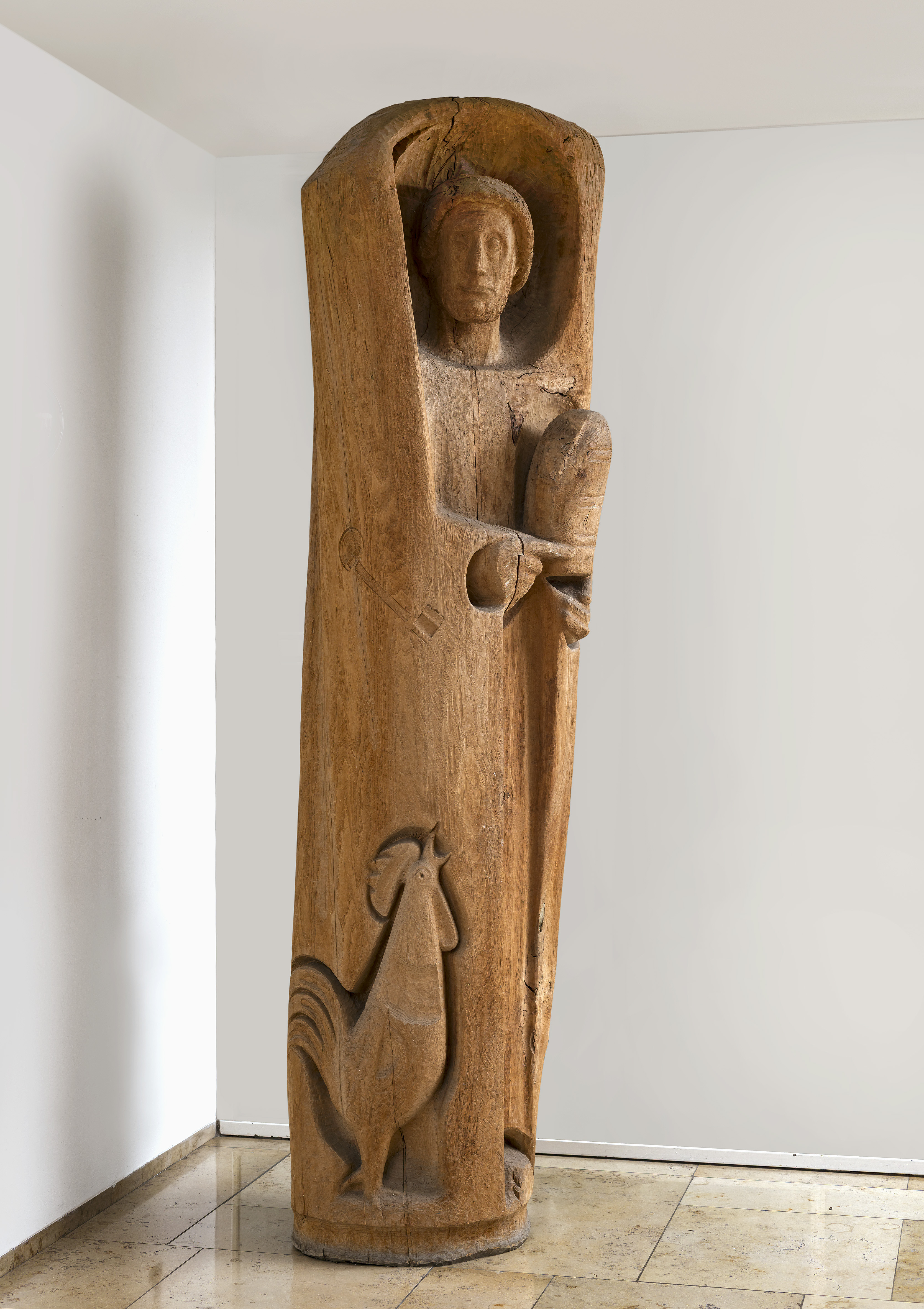
Hl. Petrus mit den Insignien Hahn, Schlüssel und Papstkrone, 1955, Ulme, 280 cm, Erzbischöfliches Ordinariat München, Maxburg

Siegfried Moroder (* 19. April 1911 in St. Ulrich in Gröden; † 16. Januar 1989 in Riedering-Wolferkam, Oberbayern) war ein italienischer Bildhauer aus dem Grödner Tal in Südtirol. Er ist Mitglied der Südtiroler Künstler-Familie Moroder.

## Leben und Werk
Bereits Siegfried Moroders Vater Rudolf Moroder war Bildhauer. Seine erste Ausbildung erhielt er in einer Schnitzerwerkstatt. 1933 erlangte er ein Romstipendium. In dieser Zeit erfolgten bereits Ausstellungen in Bozen, Florenz, Mailand und Bari. Mit 25 Jahren ging er an die Kunstakademie in München. Seine Lehrer waren Hermann Hahn und Joseph Wackerle.
Während seiner Studienzeit lernte er den Jesuitenpater Alfred Delp kennen. Der Austausch und die Freundschaft mit Delp wurden für Moroder prägend. Durch ihn lernte er das Dorf Wolferkam im Chiemgau kennen, in dem Delp oft seinen Urlaub verbrachte. Die Künstlerin Ruth Kiener-Flamm lebte in dieser Zeit ebenfalls in Wolferkam. Das Dorf wurde später die Wirkungsstätte Moroders.
1942 heiratete Moroder Anna Pescosta, die ebenfalls aus dem Grödner Tal stammte. Ab 1943 war er Soldat in Italien. 1943–1946 wurden zwei Töchter und ein Sohn geboren. Nach dem Krieg arbeitete er zunächst in seinem Atelier in München. 1957 verlegte er es nach Wolferkam, dem Wohnort seiner Familie. Hier bot sich auch Raum für große Skulpturen.
1940 bis 1944 stellte Siegfried Moroder in den nationalsozialistischen „Gauausstellungen Tirol-Vorarlberg“ in Innsbruck zusammen mit den Grödner Bildhauern Albino Pitscheider, Raimund Mureda (Moroder), Vinzenz Peristi, Otto Moroder, Hermann Moroder und Engelbert Perathoner aus.
Holz war sein bevorzugtes Material, aber auch aus Stein und Bronze gestaltete er seine Kunstwerke. Außerdem entstanden Reliefs, Mosaiken und Glasfenster. Impulse kamen vom Maler Ernst Weiers, der ihn anregte, die Skulpturen mit Farben zu verbinden und vom Bildhauer Karl Knappe. Kontakte gab es mit den Architekten Theo Pabst, Sep Ruf und Hansjakob Lill.
Aufträge erhielt er für Sakral- und Profanbauten, so u. a. die 6 m hohe Christusfigur in St. Augustin München, die Petrusfigur im erzbischöflichen Ordinariat München und die Grabplatten von Kardinal Clemens August Graf von Galen in Münster und von Carl Orff in Andechs.
1978 verstarb seine Ehefrau, 1989 erlitt Moroder einen Herzstillstand. Er ist in Neukirchen am Simssee begraben.

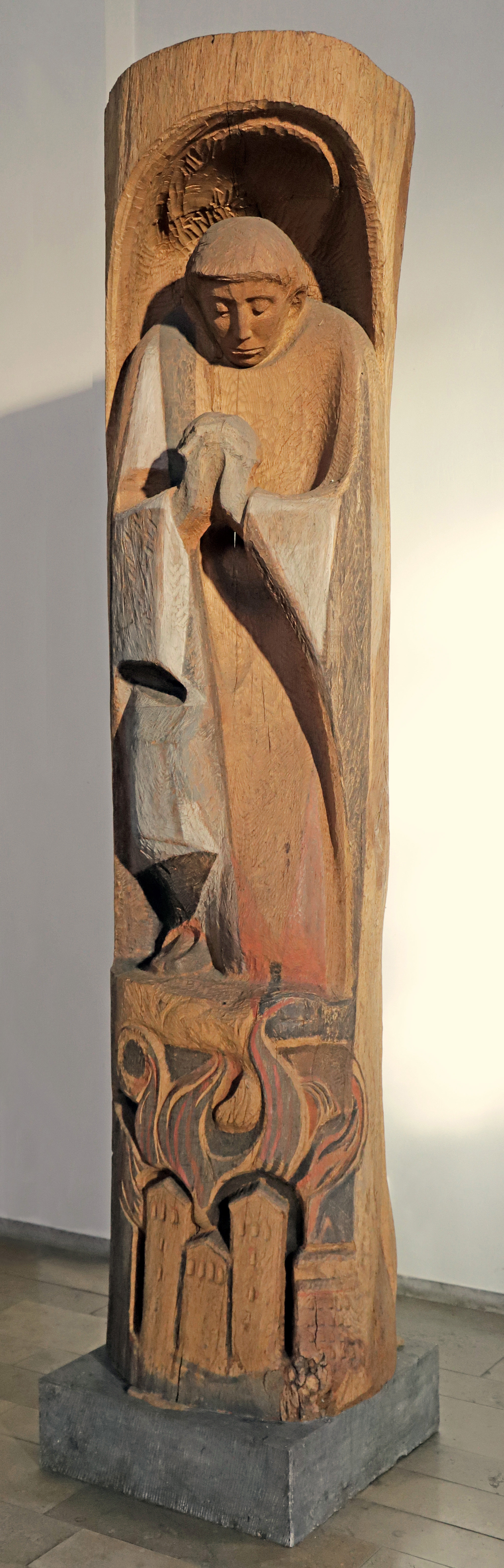
Hl. Lantpert, Bischof von Freising, 1959, Eichenholz, 3 m, Pfarrkirche St. Lantpert München
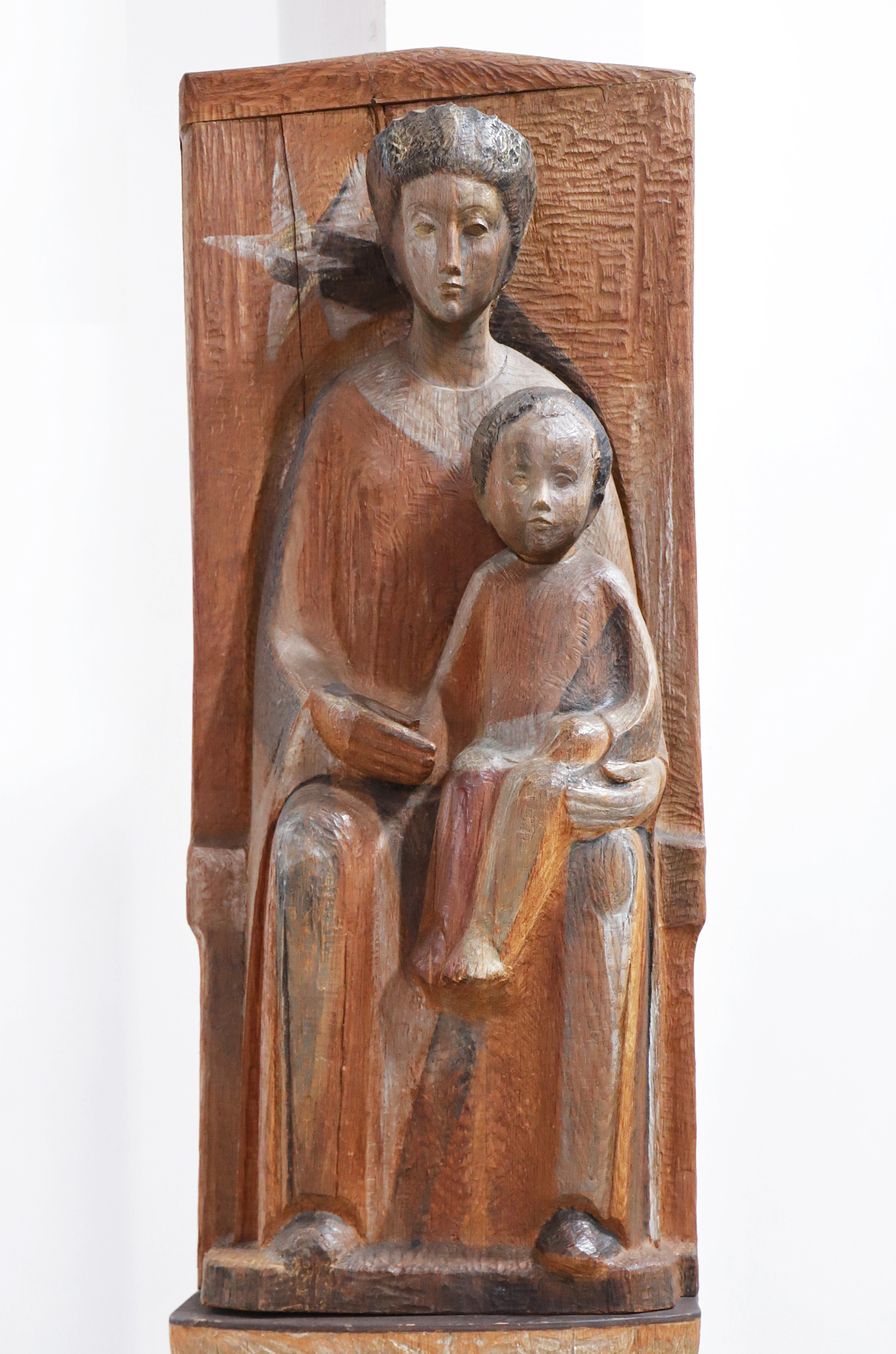
Madonna mit Kind, 1959, 120 cm, Eichenholz, Pfarrkirche St. Lantpert München
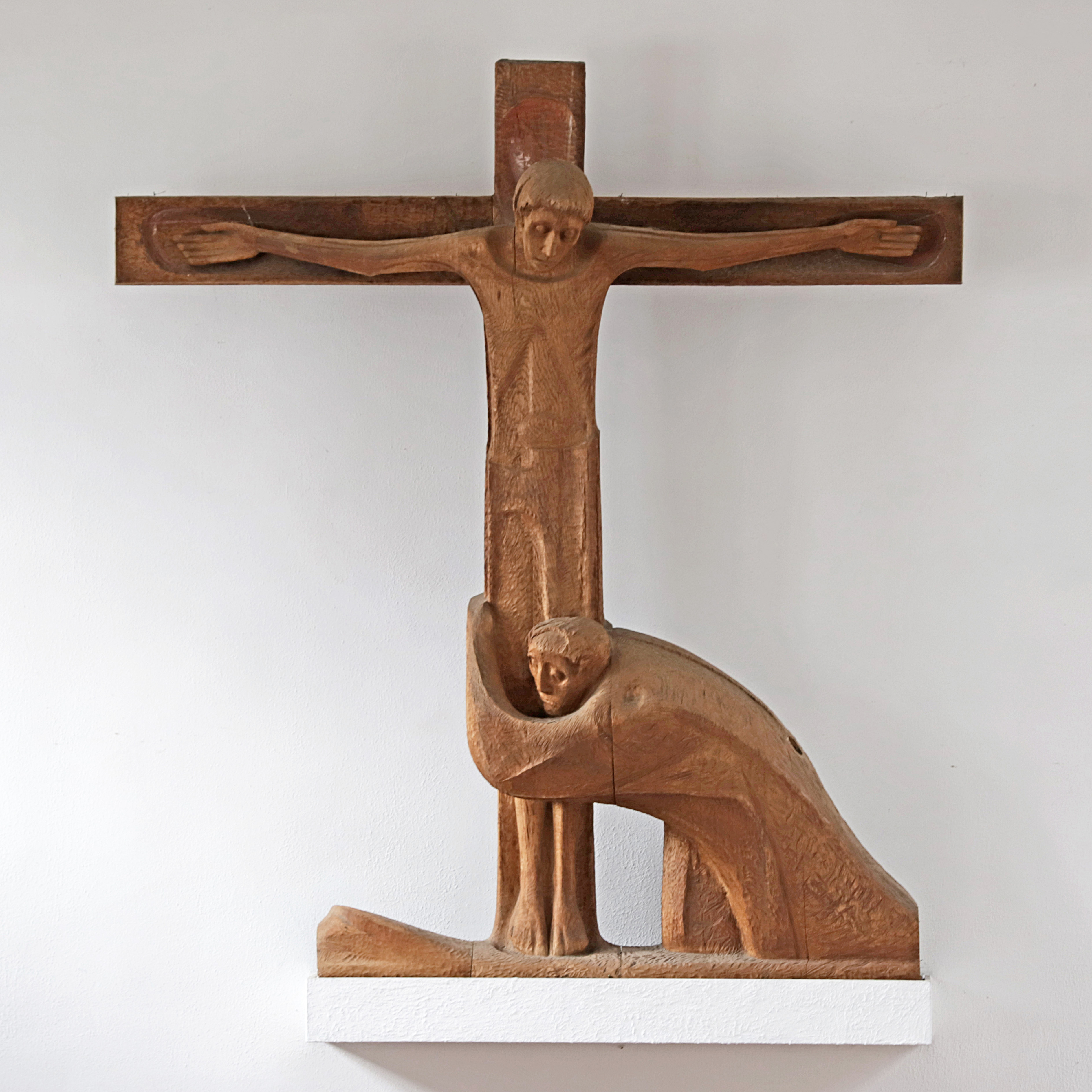
Mensch unterm Kreuz, 1963, Eichenholz, 4 m, Pfarrkirche St. Vinzenz München

## Werke (Auswahl)
- Abendmahl, 1952, Bronzerelief, Höhe 35 cm, Breite 50 cm (Kunstverlag Ettal)
- Petrus, 1955, Ulme, Höhe 280 cm, Erzbischöfliches Ordinariat München, Maxburg
- Altarkreuz, 1956, Kirche Don Bosco Germering/Unterpfaffenhofen (Münchner Katholische Kirchenzeitung 5/2022)
- Pietà, 1957, Holz, Pfarrkirche St. Joseph Neuhaus am Schliersee (Schliersee: Kirchen)
- Altarkreuz, 1958, Eiche, Höhe 6 m, Pfarrkirche St. Augustinus München-Trudering
- Hl. Lantpert von Freising, 1959, Eiche, Höhe 300 cm, farbig; Madonna Höhe 120 cm, 1960, Pfarrkirche St. Lantpert München
- Altarkreuz Höhe 450 cm und Madonna mit Kind, 1962, Pfarrkirche Christkönig Unterneukirchen, Landkreis Altötting
- Mensch unterm Kreuz, Altarkreuz, 1962, Eiche, Höhe 5 m, Pfarrkirche St. Vinzenz München
- Altarkreuz, 1962, Pfarrkirche St. Josef (Nördlingen)
- Tabernakel mit Lebensbaum, 1962, Bronze (von Siegfried Moroder und Manfred Bergmeister), Pfarrkirche St. Josef (Nördlingen)
- Guter Hirte, 1963, Bronze, Höhe 250 cm, Pfarrkirche Zum Guten Hirten Altenstadt/Iller
- Wandmosaik mit Kreuzwegmotiven, 1963, Pfarrkirche St. Sebastian (München) (Festschrift 50 Jahre)
- Verlorener Sohn, 1965, 160 cm, Eiche, Pfarrkirche Mariä Himmelfahrt Riedering
- Vier Glasfenster, 1968, Sebastianeum Bad Wörishofen
- Menschen unterm Kreuz, 1970, Höhe 6 m, Pfarrkirche Hl. Familie Kaufbeuren
- Pietà, Kapelle zur Schmerzhaften Muttergottes Söllhuben-Riedering
- Grabplatte für Carl Orff, 1982, Kloster Andechs
- Grabplatte für Clemens August Kardinal von Galen, Dom zu Münster
- Kontemplativer Rosenkranzweg, 1986, Marienwallfahrtsort Violau/Altenmünster
- Bronzebüste Alfred Delp, Wallfahrtskirche Maria Stern, Neukirchen am Simssee